# Madeleine Tyssens
Madeleine Tyssens (Lieja, 15 d'agost de 1930) és una romanista belga, professora a la Universitat de Lieja.

## Vida i obra
Es llicencià en filologia romànica a la Universitat de Lieja el 1952 i s'hi doctorà el 1962. Del 1953 al 1956 treballà en l'ensenyament secundari i passà a ser assistent de Maurice Delbouille a la Universitat de Lieja el 1956. A partir de 1971 en fou professora ordinària i titular de la càtedra "Linguistique et philologie de l'ancien français" fins a la jubilació el 1995.
El 1993 fou membre corresponent i el 1998, membre de ple dret, de l'Académie Royale de Belgique, Classe des Lettres. Ha exercit diverses funcions en aquesta acadèmia. Fou secretària i després presidenta (actualment presidenta d'honor) de la Société Rencesvals. Ha estat directora de la revista Le Moyen Age.
La seva recerca s'ha centrat en la literatura francesa medieval, particularment en la cançó de gesta.

## Publicacions
- La geste de Guillaume d'Orange dans les manuscrits cycliques, Paris, Les Belles Lettres l967
- (amb Martine Thiry-Stassin), Narcisse, conte ovidien français du XIIe siècle. Edition critique, Paris, Les Belles Lettres, 1976
- Le Voyage de Charlemagne à Jérusalem et à Constantinople. Traduction critique, Gant, Story Scientia, l977
- La Chanson de Roland. Edition critique par Cesare Segre. Nouvelle édition revue. Traduite de l'italien par M. T., Ginebra, Droz, 1989,
- (amb N. Henrard i L. Gemenne), Le Roman en Prose de Guillaume d'Orange. Edition critique, Paris, Champion, 2000
- (amb J. Wathelet-Willem), La geste des Narbonnais (cycle de Guillaume d'Orange), in: Grundriss der Romanischen Literaturen des Mittelalters, vol. III A 3 / 1-2,. Heidelberg, Carl Winter, 2001